# Генералисты и специалисты (экология)

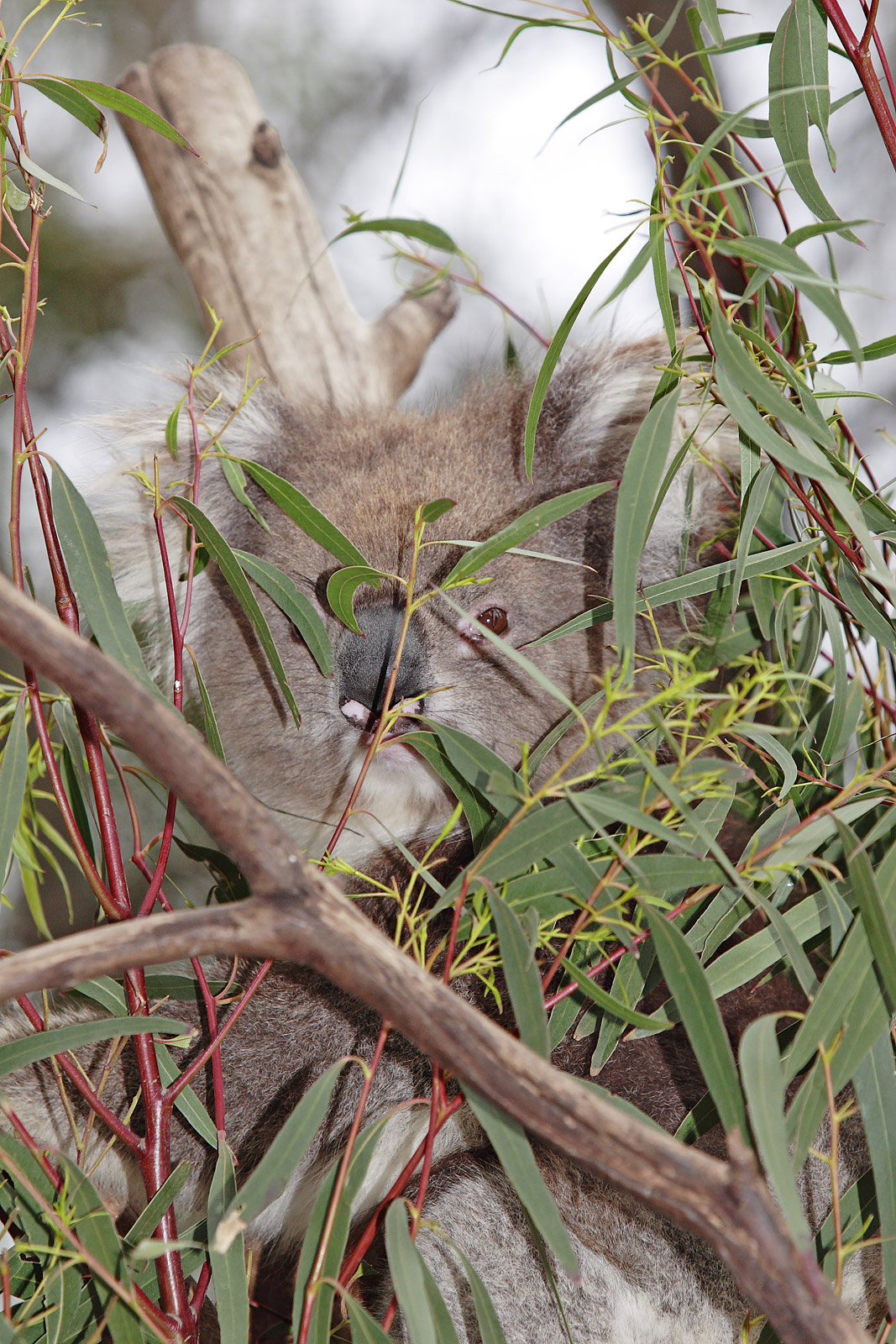
Коала — вид-специалист.

Вид-генералист (или универсал) — это биологический вид, способный выжить в различных условиях среды обитания и который может пользоваться различными видами ресурсов (например, гетеротрофное животное с разнообразной диетой), в то время как вид-специалист процветает только в узком диапазоне сред обитания и/или имеет ограниченный рацион. Однако многие организмы невозможно точно отнести к той или иной группе. Некоторые виды высокоспециализированы, есть даже те, что потребляют только один определённый вид пищи, другие — менее, а некоторые в состоянии выдержать самые разнообразные условия среды. Другими словами, они варьируются от высокоспециализированных специалистов до чистых генералистов.

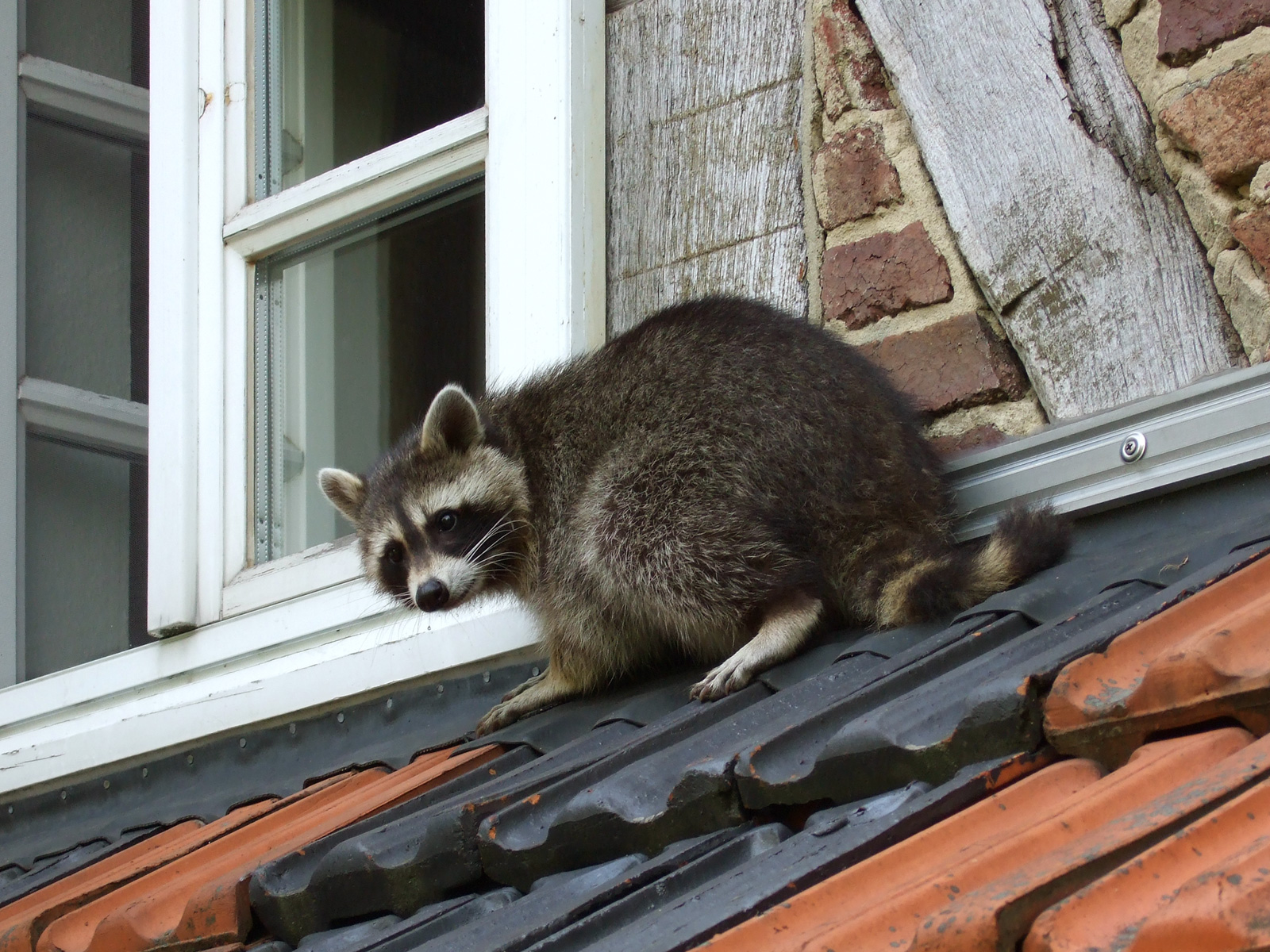
Такие генералисты, как енот иногда могут адаптироваться к городским условиям.

Зачастую генералисты всеядны, а специалисты травоядны, но тех, что питаются различными растениями, можно отнести и к генералистам. Известный пример животного-специалиста — коала, которая является монофагом, то есть питается только одним видом пищи, а именно листьями эвкалипта. Енот — генералист, потому что ареал его обитания включает большие части Северной и Центральной Америк, а также потому, что он всеяден. В его рацион входят ягоды, насекомые, яйца и различные мелкие животные.
Различие между генералистами и специалистами встречается не только у животных. Некоторые растения, к примеру, нуждаются в поддержании узкого диапазона температур, условий почвы и влажности, тогда как некоторые выдерживают более широкий размах условий окружающей среды. К видам-специалистам можно отнести кактус. Он умирает зимой, на больших широтах или если потребляет слишком много воды.
У некоторых животных со специализированной диетой, таких как энтомофаги и плодоядные, территория обитания шире, чем у генералистов, таких как некоторые филлофаги (листоядные), потому что их источник питания встречается реже, вследствие чего им требуется больше земли, чтобы искать пропитание. Например, из исследования Тима Клаттон-Брока можно узнать, что чёрно-белые колобусы — филлофаги-генералисты — нуждаются в территории всего в 15 га, в то время как более специализированные красные колобусы — в 70 га, чтобы удовлетворять потребность в редких побегах, цветах и плодах.
Когда условия окружающей среды меняются, генералисты могут к ним адаптироваться, а специалисты зачастую вымирают. К примеру, если какой-то вид рыб вымрет, то вымрет и паразитирующий на нём специалист. Однако вид с высокоспециализированной экологической нишей эффективней конкурирует с другими организмами. Например, рыба и её паразит находятся в эволюционной гонке вооружений, то есть в форме коэволюции, когда рыба регулярно развивает защиту против паразита, а он в свою очередь адаптируется, чтобы обойти защиту своего хозяина. Это приводит к образованию более специализированных видов при условии, что условия среды остаются относительно стабильными, и разделению ниш по мере формирования новых видов и увеличения биоразнообразия.
| Генералисты | Специалисты |
| --- | --- |
| Вид-генералист — это биологический вид с разнообразной диетой и относительно большим ареалом. | Вид-специалист — это противоположность генералиста в том плане, что ему требуется определённый(-ые) вид/виды пищи и обычно определённый список условий благоприятной среды обитания. |
| Енот — это хороший пример всеядного генералиста, поскольку он питается самыми разнообразными типами пищи, и у него довольно большой ареал.                                                               | Специалист скорее всего не будет всеядным, потому что, как было сказано выше, он питается только определённой пищей.                                                                 |
| Койот — пример плотоядного генералиста, так как он ест почти всё, у чего есть мясо, а также у него большой ареал.                                                                                        | Венерина мухоловка — это пример плотоядного специалиста, поскольку она вообще не может двигаться и питается только насекомыми да мелкими рептилиями и лягушками.                     |
| Белохвостый олень — травоядный генералист, потому что его ареал больше, чем у любого другого крупного млекопитающего в Северной Америке, а также его рацион состоит из множества разнообразных растений. | Панды — травоядные специалисты, потому что у них очень специфическая экологическая ниша, а их диета состоит только из бамбука.                                                       |
| В каком регионе он живёт и чем питается — решается самим генералистом. Обычно он непривередлив и питается, чем возможно.                                                                                 | Специалист — наоборот. |